# Beljkovići
Beljkovići este un sat din comuna Pljevlja, Muntenegru. Conform datelor de la recensământul din 2003, localitatea are 28 de locuitori (la recensământul din 1991 erau 22 de locuitori).

## Demografie
În satul Beljkovići locuiesc 28 de persoane adulte, iar vârsta medie a populației este de 53,9 de ani (52,3 la bărbați și 56,7 la femei). În localitate sunt 10 gospodării, iar numărul mediu de membri în gospodărie este de 2,80.
Populația localității este foarte eterogenă.
|  |

| Demografie | Demografie | Demografie |
| An         | Locuitori  | Locuitori  |
| ---------- | ---------- | ---------- |
|            |            |            |
|            |            |            |
|            |            |            |
|            |            |            |
| 1948       | 52         |            |
| 1953       | 70         |            |
| 1961       | 72         |            |
| 1971       | 57         |            |
| 1981       | 37         |            |
| 1991       | 22         | 22         |
| 2003       | 28         | 28         |

| \| Componența etnică conform recensământului din 2003[2] \| Componența etnică conform recensământului din 2003[2] \| Componența etnică conform recensământului din 2003[2] \| Componența etnică conform recensământului din 2003[2] \| Componența etnică conform recensământului din 2003[2] \| \| ----------------------------------------------------- \| ----------------------------------------------------- \| ----------------------------------------------------- \| ----------------------------------------------------- \| ----------------------------------------------------- \| \| \| \| \| \| \| \| Sârbi \| Sârbi \| \| 12 \| 42,85% \| \| Muntenegreni \| Muntenegreni \| \| 11 \| 39,28% \| \| necunoscută \| necunoscută \| \| 5 \| 17,85% \| |              |  |    |        |
| Componența etnică conform recensământului din 2003 |              |  |    |        |
| |              |  |    |        |
| Sârbi | Sârbi        |  | 12 | 42,85% |
| Muntenegreni | Muntenegreni |  | 11 | 39,28% |
| necunoscută | necunoscută  |  | 5  | 17,85% |